# Saison 49 d'Alerte Cobra
Chronologie
Saison 48 Saison 50
Cet article présente le guide des épisodes la quarante-neuvième saison de la série télévisée Alerte Cobra.

## Distribution

### Acteurs principaux
- Erdogan Atalay : Sami Gerçan
- Pia Stutzenstein : Victoria « Vicky » Reisinger
- Patrick Kalupa : Roman Kramer
- Gizem Emre : Dana Gerçan Wegner
- Nicolas Wolf : Max Tauber

## Diffusion
En Allemagne, la saison a été diffusée du 10 au 24 janvier 2023, sur RTL Television.
En France, la saison est diffusée sur NRJ 12 du 16 au 30 août 2023.

## Production
Il s'agit de la première saison diffusée sous forme de téléfilms de 90 minutes.  

## Épisodes

### Épisode 1:Coopération transfrontalière
- Allemagne : 10 janvier 2023 sur RTL Television
- France : 16 août 2023 sur NRJ 12

- Allemagne : 1,84 million de téléspectateurs (première diffusion)[3]
- France : 0,29 million de téléspectateurs (première diffusion)[4]

- Jean-Yves Berteloot

- Cet épisode introduit un nouveau générique et n'a pas de lien direct avec la fin de la saison précédente.
- Après une première apparition en 2015, Jean-Yves Berteloot fait son retour dans la série, mais dans un rôle différent.

### Épisode 2:En désespoir de cause
- Allemagne : 17 janvier 2023 sur RTL Television
- France : 23 août 2023 sur NRJ 12

- Allemagne : 2,06 millions de téléspectateurs (première diffusion)[5]
- France : 0,28 million de téléspectateurs (première diffusion)[6]

### Épisode 3:Sans défense
- Allemagne : 24 janvier 2023 sur RTL Television
- France : 30 août 2023 sur NRJ 12

- Allemagne : 1,90 million de téléspectateurs (première diffusion)[7]
- France : 0,28 million de téléspectateurs (première diffusion)[8]